# Окампо-Чавес, Альфонсо
Альфонсо Окампо-Чавес (англ. Alfonso Ocampo-Chavez; род. 25 марта 2002, Мерсед, Калифорния, США) — американский футболист, нападающий.

## Клубная карьера
Окампо-Чавес присоединился к академии футбольного клуба «Сиэтл Саундерс» в возрасте 14 лет в 2016 году, перейдя туда из академии «Мерсед Атлас». В 2017 году он начал привлекаться в фарм-клуб «Сиэтл Саундерс 2», дебютировав в USL 8 июля в матче против «Реал Монаркс». 10 апреля 2018 года Окампо-Чавес подписал контракт с «Сиэтл Саундерс 2». 1 мая 2019 года Окампо-Чавес подписал с «Сиэтл Саундерс» контракт по правилу доморощенного игрока. В MLS он дебютировал 29 июня 2019 года в матче против «Ванкувер Уайткэпс», заменив перед финальным свистком Джастина Диллона.
16 июля 2021 года Окампо-Чавес был отдан в аренду австрийскому клубу «Пинцгау Зальфельден» из Региональной лиги Зальцбург сроком до конца календарного года.
По окончании сезона 2022 «Сиэтл Саундерс» не стал продлевать контракт с Окампо-Чавесом.
17 ноября 2022 года клуб «Остин» выбрал Окампо-Чавеса из списка отказов на конец года. 29 ноября стороны согласовали однолетний контракт до конца сезона 2023 с опциями продления на сезоны 2024 и 2025. 24 марта 2023 года он был заявлен в «Остин II» перед началом дебютного сезона фарм-клуба в MLS Next Pro. По окончании сезона 2023 «Остин» отклонил опцию продления контракта с Окампо-Чавесом.

## Международная карьера
В составе юношеской сборной США Окампо-Чавес принял участие в юношеском чемпионате КОНКАКАФ 2019. На турнире он принял участие в матчах против команд Барбадоса, Гватемалы, Гваделупы, Панамы, Мексики и дважды Канады. В поединках против барбадосцев, гватемальцев и гваделупцев Альфонсо забил 4 мяча.
Окампо-Чавес участвовал в юношеском чемпионате мира 2019.

## Достижения
Командные
 «Сиэтл Саундерс»
- Чемпион MLS (обладатель Кубка MLS): 2019

 «Остин II»
- Чемпион MLS Next Pro: 2023